# Vườn quốc gia hẻm núi Barron

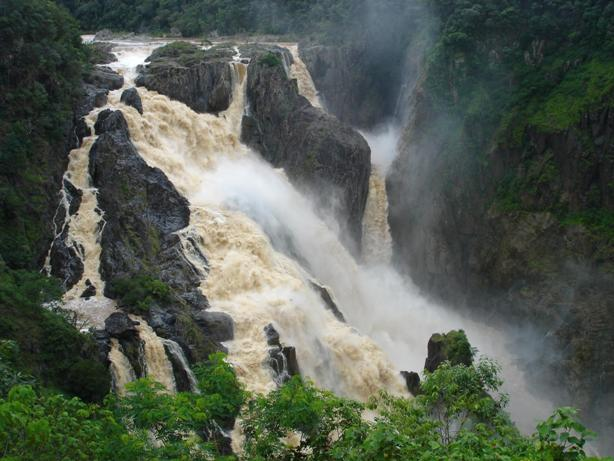
Thác Barron

Vườn quốc gia hẻm núi Barron là một vườn quốc gia tại bang Queensland, Úc, cách thành phố Brisbane 1.404 km về phía tây bắc và cách thành phố Kuranda 2 km. Vườn này có ga xe lửa riêng trên tuyến đường sắt Kuranda Scenic Railway, với 1 chuyến tàu mỗi ngày từ Cairns tới. Đập nước nguyên thủy được xây dựng năm 1934 trên đỉnh thác nước.

## Lịch sử
Năm 1935 người ta đã đưa nước của sông Barron vào trạm thủy điện hẻm núi Barron để chạy các tổ máy phát thủy điện đầu tiên của bang Queensland. Nước được dẫn qua các đường ống từ đập trên thác nước xuống trạm ở dưới với 2 tua-bin công suất 1.200 kW. Các xưởng, trạm xép và nhà cư ngụ của các nhân viên được xây dựng quanh khu vực nay tạo thành Trạm đường dây cáp treo ở núi Barron.
Lượng cá nhập từ nước ngoài vào sông để câu thể thao đã suy giảm nghiêm trọng, trong khi lượng cá của địa phương có nhiều loại khác nhau và vẫn dồi dào.